# 11307 Erikolsson
11307 Erikolsson è un asteroide della fascia principale. Scoperto nel 1993, presenta un'orbita caratterizzata da un semiasse maggiore pari a 2,4633355 UA e da un'eccentricità di 0,1044609, inclinata di 4,69265° rispetto all'eclittica.